# Artropatia
Artropatia (do grego ''Árthron'', articulação e ''páthos'', doença) é um termo médico para qualquer doença da articulação. 
Artrite é qualquer artropatia que envolve a inflamação de uma ou mais articulações. Artrose normalmente é usada como sinônimo de osteoartrite (inflamação do osso e da articulação).
Espondiloartropatia significa artropatia da coluna vertebral.
Artropatia pode incluir condições causadas por trauma físico nas articulações, mas é mais tradicionalmente usada para descrever as seguintes condições:
- Artropatia reactiva (M02-M03) é causada por uma infecção, mas não de uma infecção do espaço sinovial.
- Artrite enteropatica (M07) é secundária a uma doença inflamatória intestinal, como a doença de Crohn.
- Artropatia por deposição de cristais (M10-M11) envolve a deposição de cristais nas articulações.
  - Na gota, o cristal de ácido úrico.
  - Em pseudogota, o cristal é o pirofosfato de cálcio.
- Artropatia diabética (M14.2, E10-E14) é secundária a diabetes mellitus.
- Artropatia neuropática (M14.6) está associado com uma perda sensitiva.